# Casarabonela
Casarabonela è un comune spagnolo di 2 475 abitanti situato nella comunità autonoma dell'Andalusia.